# Franciscus van Paola

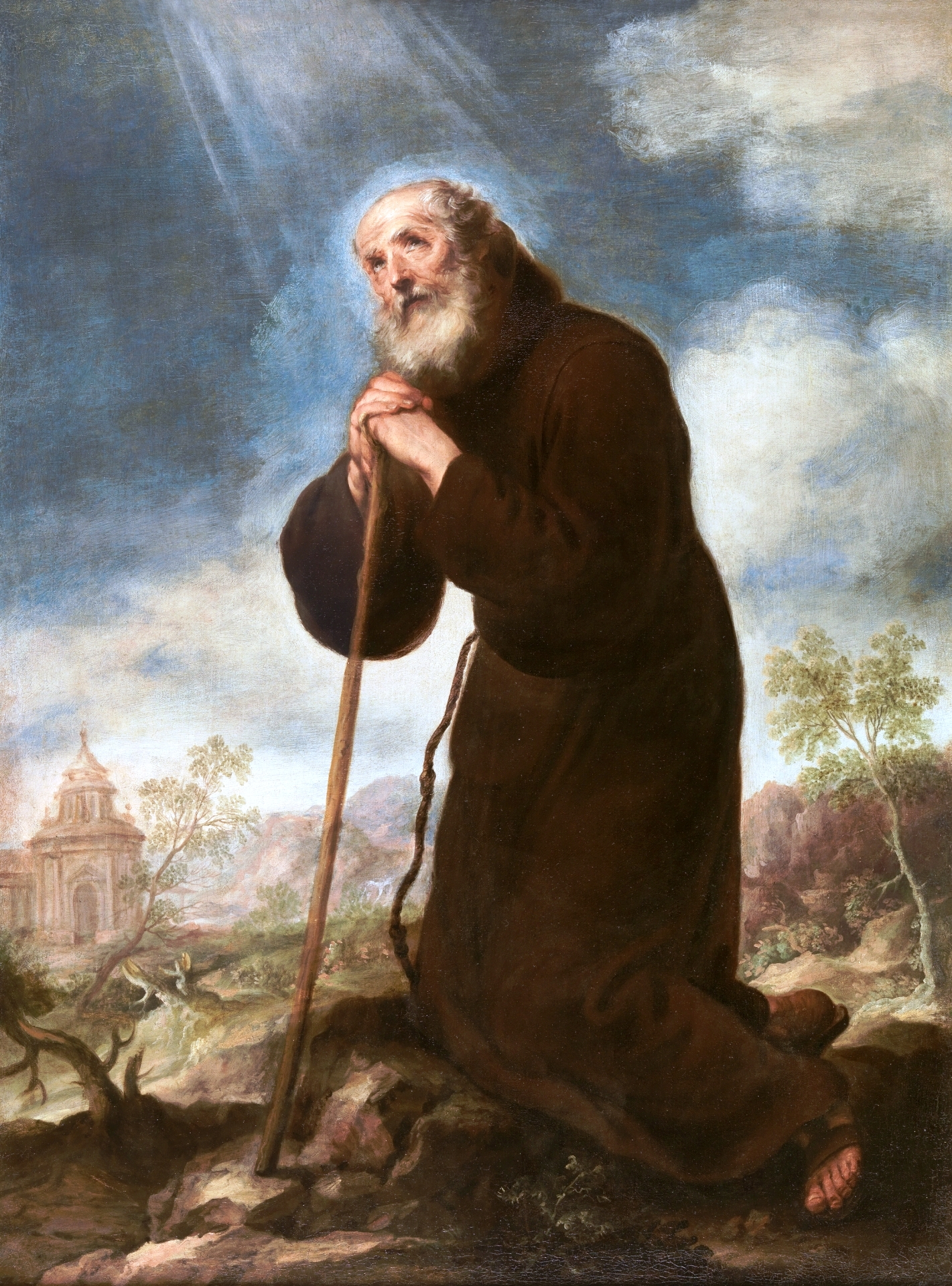
Franciscus van Paola

Franciscus van Paola (Paola; Calabrië (Italië; toentertijd het Koninkrijk Napels), 1416 – 2 april 1507) was een broeder en de stichter van de Orde der Miniemen. Volgens de legende werd hem de toegang geweigerd tot de Straat van Messina (Sicilië) in het jaar 1464. Hij zou vervolgens zijn mantel op het water hebben gelegd, de andere kant aan zijn staf hebben geknoopt en de Straat van Messina zijn overgezeild.
Hij stierf in 1507 te Frankrijk en werd in 1512 heilig verklaard door paus Julius II. Zijn naamdag is op 2 april. Franciscus van Paola is sinds 1963 de beschermheilige van Calabrië.